# Altoona (Iowa)
Altoona es una ciudad situada en el condado de Polk, Estado de Iowa, Estados Unidos. Según el censo de 2000 tenía una población de 10.345 habitantes.

## Demografía
Según el censo de 2000, había 10.345 personas, 3.850 hogares y 2.895 familias residiendo en la localidad. La densidad de población era de 562,23 hab./km². Había 3.959 viviendas con una densidad media de 215,3 viviendas/km². El 97,11% de los habitantes eran blancos, el 0,92% afroamericanos, 0,33% amerindios, el 0,46% asiáticos, el 0,41% isleños del Pacífico, el 0,77% de otras razas, y el 1,20% pertenecía a dos o más razas. El 1,65% de la población eran hispanos o latinos de cualquier raza.
Según el censo, de los 3.850 hogares, en el 43,7% había menores de 18 años, el 58,5% pertenecía a parejas casadas, el 14,0% tenía a una mujer como cabeza de familia, y el 24,8% no eran familias. El 19,9% de los hogares estaba compuesto por un único individuo, y el 5,4% pertenecía a alguien mayor de 65 años viviendo solo. El tamaño promedio de los hogares era de 2,66 personas, y el de las familias de 3,08.
La población estaba distribuida en un 30,6% de habitantes menores de 18 años, un 8,1% entre 18 y 24 años, un 33,3% de 25 a 44, un 20,3% de 45 a 64, y un 7,7% de 65 años o mayores. La media de edad era 32 años. Por cada 100 mujeres había 91,4 hombres. Por cada 100 mujeres de 18 años o más, había 85,9 hombres.
Los ingresos medios por hogar en la localidad eran de 50.162 dólares ($), y los ingresos medios por familia eran 58.306 $. Los hombres tenían unos ingresos medios de 36.030 $ frente a los 28.205 $ para las mujeres. La renta per cápita para la ciudad era de 20.336 $. El 5,5% de la población y el 4,0% de las familias estaban por debajo del umbral de pobreza. El 7,2% de los menores de 18 años y el 4,2% de los habitantes de 65 años o más vivían por debajo del umbral de pobreza.

## Geografía
Según la Oficina del Censo de los Estados Unidos, la localidad tiene un área total de 18,40 km², la totalidad de los cuales corresponden a tierra firme.